# 全国学校ギター合奏コンクール
全国学校ギター合奏コンクール(ぜんこくがっこうギターがっそうコンクール）はJGA(ジャパン･ギター･アソシエイション)が主催する、ギターとギター合奏が大好きな生徒、学生のための大会である。各地のコンクール優勝者等の実力ある若手ギタリストを集めた音楽祭であるJGAギター音楽祭と一体的なイベントとして、「JGAギター音楽祭 with 全国学校ギター合奏コンクール」として開催されている。前身はJAEM(日本音楽教育協会)主催の全日本学生ギターコンクール。
学校におけるギター合奏のよりよい普及を通じて、心豊かな青少年の育成と音楽の生活化を目的として開催し、従って学校、学生の団体であれば編成の大小、使用楽器の種類などの制約は一切ない。

## 開催会場・期日一覧
※2008年まではJAEM主催の全日本学生ギターコンクール、2009年以降はJGA主催の全国学校ギター合奏コンクールについて記述する。
| 年   | 開催日      | 開催地                                | 団体数 | 参加者数 |
| ---- | ----------- | ------------------------------------- | ------ | -------- |
| 2006 | 8月27日(日) | 多摩区多摩市民会館大ホール            | 15     | 406      |
| 2007 | 9月1日(土)  |                                       |        |          |
| 2008 | 8月30日(土) | 川崎市麻生文化センター大ホール        | 15     | 450      |
| 2009 | 8月30日(日) | 東京芸術劇場                          |        |          |
| 2010 | 8月29日(日) | ミューザ川崎シンフォニーホール        | 17     |          |
| 2011 | 8月24日(水) | 横浜みなとみらいホール                | 17     |          |
| 2012 | 8月25日(土) | 横浜みなとみらいホール                | 19     |          |
| 2013 | 8月25日(日) | 横浜みなとみらいホール                | 17     |          |
| 2014 | 8月24日(日) | ミューザ川崎シンフォニーホール        | 18     |          |
| 2015 | 8月22日(土) | 東京芸術劇場                          | 18     |          |
| 2016 | 8月28日(日) | 横浜みなとみらいホール                | 20     |          |
| 2017 | 8月26日(土) | 横浜みなとみらいホール                | 16     |          |
| 2018 | 8月18日(土) | 横浜みなとみらいホール                |        |          |
| 2019 | 8月17日(土) | 横浜みなとみらいホール                | 16     |          |
| 2020 |             | コロナウイルスの影響によりweb上で開催 |        |          |
| 2021 | 8月20日(金) | ミューザ川崎シンフォニーホール        | 17     |          |
| 2022 | 8月21日(日) | ミューザ川崎シンフォニーホール        | 20     | 838      |
| 2023 | 8月21日(月) | 横浜みなとみらいホール                | 21     | 884      |
| 2024 | 8月22日(木) | 横浜みなとみらいホール                | 22     | 記載なし |

## 歴代結果
最優秀賞(１校のみ)・金賞・銀賞・銅賞・奨励賞のいずれかが全参加校に与えられる。JGA審査員特別賞は賞を問わずに与えられる。審査員の判断で奨励賞をなくす場合もある。
2021年からはA部門(課題曲+自由曲)、B部門(自由曲のみ)、web部門(自由曲)に分かれているが、最優秀賞は変わらず全部門の中から1つの団体のみに与えられる。
| 年   | 最優秀賞                                   | 金賞                                                                                            | 銀賞 | 銅賞 | 優秀賞 | 優良賞                             | JAEM杯 (審査員特別賞)                      |
| ---- | ------------------------------------------ | ----------------------------------------------------------------------------------------------- | --- | --- | --- | ---------------------------------- | ------------------------------------------ |
| 2006 | 埼玉県立川越高等学校古典ギター部           | 神奈川県立多摩高等学校ギターアンサンブル部 神奈川県立相模大野高等学校クラシックギター部         | 芝学園ギター部 神奈川県立上溝南高等学校ギター部 相模原市立大野南中学校ギター同好会 ギター合奏団ラ・フォーレ UnisOno                 | 埼玉県立大宮高等学校ギター部 大和市立引地台中学校ギター部 ぽんず                                                             | 横浜市立西谷中学校ギター部 淑徳巣鴨中学・高等学校ギター部                                                                     | 北豊島中学・高等学校音楽部ギター班 | 埼玉県立川越高等学校古典ギター部           |
| 2007 | 神奈川県立多摩高等学校ギターアンサンブル部 | 三重県立松阪商業高等学校ギター部 埼玉県立川越高等学校古典ギター部 UnisOno                       | 神奈川県立相模大野高等学校クラシックギター部 相模原市立大野南中学校ギター同好会 大和市立引地台中学校ギター部 ブルーベルギター合奏団 | 神奈川県立上溝南高等学校ギターアンサンブル部 埼玉県立大宮高等学校ギター部 埼玉県立久喜高等学校ギター部 芝学園ギター部 ぽんず | 横浜市立西谷中学校ギター部 北豊島中学・高等学校音楽部ギター班 淑徳巣鴨中学・高等学校ギター部 早稲田大学高等学院ラスギタルラス |                                    | 三重県立松阪商業高等学校ギター部           |
| 2008 | 三重県立松阪商業高等学校ギター部           | 神奈川県立多摩高等学校ギターアンサンブル部 神奈川県立相模大野高等学校クラシックギター部 UnisOno | 埼玉県立川越高等学校古典ギター部 埼玉県立大宮高等学校ギター部 相模原市立大野南中学校ギター同好会 ぽんず                             | 神奈川県立上溝南高等学校ギター部 埼玉県立久喜高等学校ギター部 大和市立引地台中学校ギター部 横浜市立西谷中学校ギター部        | 淑徳巣鴨中学・高等学校ギター部 北豊島中学校・高等学校音楽部ギター班                                                           |                                    | 神奈川県立多摩高等学校ギターアンサンブル部 |

| 年                        | 最優秀賞 | 金賞 | 銀賞 | 銅賞 | 奨励賞 | JGA審査員特別賞                                                         |
| ------------------------- | --- | --- | --- | --- | --- | ----------------------------------------------------------------------- |
| 2009                      | 神奈川県立多摩高等学校ギターアンサンブル部                                                                                       | 埼玉県立川越高等学校古典ギター部 | UnisOno | 埼玉県立大宮高等学校ギター部 | |                                                                         |
| 2010                      | 神奈川県立多摩高等学校ギターアンサンブル部                                                                                       | 三重県立松阪商業高等学校ギター部 山梨県立北杜高等学校ギター部 埼玉県立川越高等学校古典ギター部 | 桃山学院中学高等学校クラシックギタークラブ 伊勢崎市立第三中学校ギターマンドリン部 相模原市立大野南中学校ギター同好会 神奈川県立相模大野高等学校クラシックギター部 神奈川県立上溝南高等学校ギターアンサンブル部 埼玉県立大宮高等学校                                | 神奈川県立相模原中等教育学校クラシックギター部 UnisOno 相模原市立上溝中学校ギター合奏同好会 横浜市立西谷中学校ギター部 大和市立引地台中学校ギター部 | 北豊島中学・高等学校音楽部ギター班 淑徳巣鴨中学高等学校ギター部 | 三重県立松阪商業高等学校ギター部                                        |
| 2011                      | 神奈川県立多摩高等学校ギターアンサンブル部                                                                                       | 神奈川県立相模原中等教育学校クラシックギター部 三重県立松阪商業高等学校ギター部 山梨県立北杜高等学校ギター部 | 埼玉県立川越高等学校古典ギター部 神奈川県立上溝南高等学校ギターアンサンブル部 相模原市立大野南中学校ギター同好会 埼玉県立大宮高等学校ギター部 | 神奈川県立相模大野高等学校クラシックギター部 大和市立引地台中学校クラシックギター部 相模原市立上溝中学校ギター合奏同好会 横浜市立西谷中学校ギター部 | 伊勢崎市立第三中学校ギターマンドリン部 堺市立金岡南中学校ギター部 桃山学院中学校高等学校クラシックギタークラブ 淑徳巣鴨中学高等学校ギター部 北豊島中学・高等学校音楽部ギター班 | 神奈川県立相模原中等教育学校クラシックギター部                          |
| 2012                      | 神奈川県立多摩高等学校ギターアンサンブル部                                                                                       | 山梨県立北杜高等学校ギター部 埼玉県立川越高等学校古典ギター部 神奈川県立相模原中等教育学校クラシックギター部 三重県立松阪商業高等学校ギター部                                                                                       | 埼玉県立大宮高等学校ギター部 | | | 山梨県立北杜高等学校ギター部                                            |
| 2013                      | 山梨県立北杜高等学校ギター部 | 神奈川県立多摩高等学校ギターアンサンブル部 埼玉県立川越高等学校古典ギター部 神奈川県立相模原中等教育学校クラシックギター部 大和市立引地台中学校クラシックギター部                                                                   | 埼玉県立大宮高等学校ギター部 三重県立松阪商業高等学校ギター部 相模原市立大野南中学校ギター同好会 横浜市立西谷中学校ギター部 | 伊勢崎市立第三中学校ギターマンドリン部 神奈川県立上溝南高等学校ギターアンサンブル部 桃山学院中学高等学校クラシックギタークラブ GUITASAN L'avenir | 仙台市立広陵中学校ギター部 北豊島中学・高等学校音楽部ギター班 | 神奈川県立多摩高等学校ギターアンサンブル部                              |
| 2014                      | 山梨県立北杜高等学校ギター部 | 大和市立引地台中学校ギター部 埼玉県立川越高等学校古典ギター部 神奈川県立多摩高等学校ギターアンサンブル部 神奈川県立相模原中等教育学校クラシックギター部                                                                             | 三重県立松坂商業高等学校ギター部 相模原市立大野南中学校ギター同好会 伊勢崎市立第三中学校ギターマンドリン部 埼玉県立久喜高等学校ギター部 埼玉県立大宮高等学校ギター部 L'avenir                                                                                      | 神奈川県立上溝南高等学校ギターアンサンブル部 横浜市立西谷中学校ギター部 桃山学院中学校高等学校クラシックギタークラブ 淑徳巣鴨中学高等学校ギター部 堺市金岡南中学校ギター部 仙台市立広陵中学校ギター部                                                         | 北豊島中学・高等学校音楽部ギター班 | 大和市立引地台中学校ギター部                                            |
| 2015                      | 神奈川県立相模原中等教育学校クラシックギター部                                                                                   | 神奈川県立上溝南高等学校ギターアンサンブル部 三重県立松阪商業高等学校ギター部 神奈川県立多摩高等学校ギターアンサンブル部 山梨県立北杜高等学校ギター部                                                                               | 埼玉県立久喜高等学校ギター部 埼玉県立川越高等学校古典ギター部 横浜市立西谷中学校ギター部 埼玉県立大宮高等学校ギター部 相模原市立大野南中学校ギター同好会 大和市立引地台中学校ギター部                                                                              | 桃山学院中学校高等学校クラシックギタークラブ L'avenir 堺市金岡南中学校ギター部 伊勢崎市立第三中学校ギターマンドリン部 淑徳巣鴨中学高等学校ギター部 | 仙台市立広陵中学校ギター部北豊島中学・高等学校音楽部ギター班 | 三重県立松阪商業高等学校ギター部                                        |
| 2016                      | 神奈川県立相模原中等教育学校クラシックギター部                                                                                   | 山梨県立北杜高等学校ギター部 大和市立引地台中学校ギター部 神奈川県立多摩高等学校ギターアンサンブル部 三重県立松阪商業高等学校ギター部                                                                                               | 埼玉県立川越高等学校古典ギター部 埼玉県立大宮高等学校ギター部 埼玉県立久喜高等学校ギター部 桃山学院中学校高等学校クラシックギタークラブ 相模原市立大野南中学校ギター同好会                                                                                         | L'avenir 神奈川県立上溝南高等学校ギターアンサンブル部 伊勢崎市立第三中学校ギターマンドリン部 横浜市立西谷中学校ギター部 堺市金岡南中学校ギター部 淑徳巣鴨中学高等学校ギター部                                                                                 | Blue Moon 仙台市立広陵中学校ギター部 捜真女学校中学部高等学部クラシックギター部 北豊島中学・高等学校音楽部ギター班                                                             | 淑徳巣鴨中学高等学校ギター部                                            |
| 2017                      | 神奈川県立相模原中等教育学校クラシックギター部                                                                                   | 山梨県立北杜高等学校ギター部 神奈川県立上溝南高等学校ギターアンサンブル部 大和市立引地台中学校ギター部 神奈川県立多摩高等学校ギターアンサンブル部 相模原市立大野南中学校ギター同好会                                                | 埼玉県立川越高等学校古典ギター部横浜市立西谷中学校ギター部 埼玉県立久喜高等学校ギター部 淑徳巣鴨中学高等学校ギター部 桃山学院中学校高等学校クラシックギタークラブ 埼玉県立大宮高等学校ギター部                                                                     | 北豊島中学・高等学校音楽部ギター班 伊勢崎市立第三中学校ギターマンドリン部 | L'avenir(審査員奨励賞) | 山梨県立北杜高等学校ギター部                                            |
| 2018                      | 神奈川県立相模原中等教育学校クラシックギター部                                                                                   | 神奈川県立上溝南高等学校ギターアンサンブル部 神奈川県立多摩高等学校ギターアンサンブル部 山梨県立北杜高等学校ギター部 相模原市立大野南中学校ギター同好会                                                                             | 横浜市立西谷中学校ギター部 埼玉県立大宮高等学校ギター部 埼玉県立川越高等学校古典ギター部 大和市立引地台中学校ギター部 淑徳巣鴨中学高等学校ギター部 | Blue Moon 仙台市立広陵中学校ギター部 埼玉県立久喜高等学校ギター部 桃山学院中学校高等学校クラシックギタークラブ 伊勢崎市立第三中学校ギターマンドリン部 | 北豊島中学・高等学校音楽部ギター班 | 神奈川県立多摩高等学校ギターアンサンブル部 山梨県立北杜高等学校ギター部 |
| 2019                      | 神奈川県立相模原中等教育学校クラシックギター部                                                                                   | 大和市立引地台中学校ギター部 山梨県立北杜高等学校ギター部 淑徳巣鴨中学高等学校ギター部 神奈川県立多摩高等学校ギターアンサンブル部                                                                                                   | 芝学園ギター部 桃山学院中学校高等学校クラシックギタークラブ 埼玉県立川越高等学校古典ギター部 神奈川県立上溝南高等学校ギターアンサンブル部 相模原市立大野南中学校ギター同好会                                                                                       | Blue Moon 仙台市立広陵中学校ギター部 北豊島中学・高等学校音楽部ギター班 埼玉県立久喜高等学校ギター部 横浜市立西谷中学校ギター部 埼玉県立大宮高等学校ギター部                                                                                                  | なし |                                                                         |
| 2020                      | コロナウイルスの影響によりweb上でのコンクールとなった。 最優秀賞の選定は録画環境などの違いを考慮し、公平を期するためになかった。 | 山梨県立北杜高等学校ギター部 神奈川県立相模原中等教育学校クラシックギター部 神奈川県立多摩高等学校ギターアンサンブル部 埼玉県立川越高等学校古典ギター部 淑徳巣鴨中学高等学校ギター部                                                | 埼玉県立大宮高等学校ギター部 神奈川県立上溝南高等学校ギターアンサンブル部 大和市立引地台中学校ギター部 Blue Moon 相模原市立大野南中学校ギター部 桃山学院中学高等学校ギター部                                                                                       | 横浜市立西谷中学ギター部 埼玉県立久喜高等学校ギター部 北豊島中学高等学校音楽部ギター班 柏木学園高校軽音楽部 | なし | なし                                                                    |
| 2021                      | 神奈川県立多摩高等学校ギターアンサンブル部(A)                                                                                    | 神奈川県立相模原中等教育学校クラシックギター部(A) 山梨県立北杜高等学校ギター部(A) 八千代松陰高等学校ギター部(B) 埼玉県立大宮高校ギター部(B)                                                                                         | 埼玉県立久喜高等学校ギター部(B) 淑徳巣鴨中学高等学校ギター部(A) 相模原市立大野南中学校ギター部(A) 大和市立引地台中学校クラシックギター部(A) 埼玉県立川越高等学校古典ギター部(A) 芝学園ギター部(A)                                                                  | Blue Moon(B) 柏木学園高等学校軽音学部(B) 横浜市立西谷中学ギター部(B) 桃山学院中学高等学校ギター部(A) 神奈川県立上溝南高等学校ギターアンサンブル部(A) | 北豊島中学高等学校音楽部ギター班(B) | 淑徳巣鴨中学高等学校ギター部(A)                                         |
| 2022                      | 神奈川県立相模原中等教育学校クラシックギター部(A)                                                                                | 山梨県立北杜高等学校ギター部(A) 大和市立引地台中学校クラシックギター部(A) 淑徳巣鴨中学高等学校ギター部(A) 神奈川県立多摩高等学校ギターアンサンブル部(A) 八千代松陰高等学校ギター部(B) 埼玉県立坂戸高等学校ギター部(B)               | 埼玉県立川越高等学校古典ギター部(A) 神奈川県立上溝南高等学校ギターアンサンブル部(A) Blue Moon(A) 芝学園ギター部(A) 横浜市立西谷中学校ギター部(A) 北豊島中学・高等学校音楽部ギター班(B) 柏木学園高等学校軽音楽部(B) 札幌光星高等学校クラシックギター部 (B・Web審査) | 埼玉県立久喜高等学校ギター部(A) 桃山学院中学校高等学校クラシックギタークラブ(A) 埼玉県立大宮高等学校ギター部(A) 相模原市立大野南中学校ギター部(A) 大阪府立岸和田高等学校ギター部(B)                                                                           | なし | 山梨県立北杜高等学校ギター部(A) 埼玉県立川越高等学校古典ギター部(A)     |
| 2023                      | 神奈川県立相模原中等教育学校クラシックギター部(A)                                                                                | 山梨県立北杜高等学校ギター部(A) 大和市立引地台中学校クラシックギター部(A) 神奈川県立多摩高等学校ギターアンサンブル部(A) 淑徳巣鴨中学高等学校ギター部(A) 八千代松陰高等学校ギター部(B)                                               | 埼玉県立久喜高等学校ギター部(A) Blue Moon(A) 芝学園ギター部(A) 埼玉県立川越高等学校古典ギター部(A) 埼玉県立坂戸高等学校ギター部(A) 桐朋女子中学・高等学校ギター部(B) 北豊島中学・高等学校音楽部ギター班(B) 札幌光星高等学校クラシックギター部(web)                 | 南洋理工大学ギターアンサンブル(A) 神奈川県立上溝南高等学校ギターアンサンブル部(A) 桃山学院中学校高等学校クラシックギタークラブ(A) 埼玉県立大宮高等学校ギター部(A) 横浜市立西谷中学校ギター部(A) 相模原市立大野南中学校ギター部(A) 柏木学園高等学校軽音楽部(B) | なし | 神奈川県立多摩高等学校ギターアンサンブル部                              |
| 2024 (プログラム順に記載) | 神奈川県立相模原中等教育学校クラシックギター部(A)                                                                                | 札幌光星高等学校クラシックギター部(Web) 北豊島中学高等学校音楽部ギター班(B) 山梨県立北杜高等学校ギター部(A) 大和市立引地台中学校クラシックギター部(A) 神奈川県立多摩高等学校ギターアンサンブル部(A) 淑徳巣鴨中学高等学校ギター部(A) | 柏木学園高等学校 軽音楽部(Web) 大阪府立寝屋川高等学校クラシックギター部(B) 芝学園ギター埼玉県立大宮高等学校ギター部(A) 相模原市立大野南中学校ギター部(A) 埼玉県立川越高等学校古典ギター部(A) 埼玉県立坂戸高等学校ギター部(A)                                       | 大阪府立岸和田高等学校ギター部(Web) 茗溪学園ギター部(B) 埼玉県立久喜高等学校ギター部(A) 神奈川県立上溝南高等学校ギタアンサンブル部(A) Blue Moon(A) 桃山学院中学校高等学校クラシックギタークラブ(A) 横浜市立西谷中学校ギター部(A)                              | なし | 淑徳巣鴨中学高等学校ギター部                                            |

## 歴代演奏曲
注：学生指揮者を多く含むため個人情報保護の目的から指揮者の記載は無し。編曲者も稀に学生であるため同様に記載を控える。

### 2007年
神奈川県立多摩高等学校ギターアンサンブル部
　課題曲：Surge I／竹内淳
　自由曲：シンフォニア第2番より第1,3楽章／F.メンデルスゾーン
三重県立松阪商業高等学校ギター部
　課題曲：Surge I／竹内淳
　自由曲：二つの唱歌によるパッサカリアとフーガ／藤井敬吾
埼玉県立川越高等学校古典ギター部
　課題曲：Surge I／竹内淳
　自由曲：組曲「惑星」より第４曲「木星」／G.ホルスト
神奈川県立相模大野高等学校クラシックギター部
　課題曲：Surge I／竹内淳
　自由曲：セントポール組曲よりジーグとダーガソン／G.ホルスト
相模原市立大野南中学校ギター同好会
　課題曲：愛の挨拶／エルガー
　自由曲：夜明けのロンド／有馬礼子
大和市立引地台中学校ギター部
　課題曲：Surge I／竹内淳
　自由曲：オルガン協奏曲第2番より第1楽章／J.S.バッハ
神奈川県立上溝南高等学校ギターアンサンブル部
　課題曲：愛の挨拶／エルガー
　自由曲：アブデラザール組曲より第２,３,６,９楽章／H.パーセル
埼玉県立大宮高等学校ギター部
　課題曲：愛の挨拶／エルガー
　自由曲：交響曲第4番作品90「イタリア」／F.メンデルスゾーン
埼玉県立久喜高等学校ギター部
　課題曲：愛の挨拶／エルガー
　自由曲：アンネンポルカ／J.シュトラウス
横浜市立西谷中学校ギター部
　課題曲：愛の挨拶／エルガー
　自由曲：弦楽のための協奏曲RV.118／A.ヴィヴァルディ
北豊島中学・高等学校音楽部ギター班
　課題曲：愛の挨拶／エルガー
　自由曲：おもちゃの兵隊の行進／L.イエッセル
淑徳巣鴨中学・高等学校ギター部
　課題曲：ドンジョバンニのセレナード／モーツァルト
　自由曲：スラブ舞曲第１番／A.ドヴォルザーク
芝学園ギター部
　課題曲：愛の挨拶／エルガー
　自由曲：adios nonino／A.ピアソラ
早稲田大学高等学院ラスギタルラス
　課題曲：ドンジョバンニのセレナード／モーツァルト
　自由曲：SPIN／A.ヨーク
UnisOno
　課題曲：愛の挨拶／エルガー
　自由曲：オーボエコンチェルトOp.9-2第3楽章／T.アルビノーニ
ブルーベルギター合奏団
　課題曲：愛の挨拶／エルガー
　自由曲：曠野を駆ける／佐藤弘和
ぽんず
　課題曲：Surge I／竹内淳
　自由曲：「真夏の夜の夢」より結婚行進曲／F.メンデルスゾーン

### 2008年
三重県立松阪商業高校ギター部
課題曲：クリスマスの贈り物
自由曲：じょんがら抄／藤掛廣幸
神奈川県立多摩高等学校ギターアンサンブル部
課題曲：クリスマスの贈り物
自由曲：合奏協奏曲第1番よりプレリュード、フーガ／E.ブロッホ
神奈川県立相模大野高等学校クラシックギター部
課題曲：クリスマスの贈り物
自由曲：弦楽のための交響曲第12番より第3楽章／F.メンデルスゾーン
UnisOno
課題曲：クリスマスの贈り物
自由曲：序奏とファンダンゴ／L.ボッケリーニ
埼玉県立川越高等学校古典ギター部
課題曲：クリスマスの贈り物
自由曲：シンフォニーNo.25 K.183／W.A.モーツァルト
埼玉県立大宮高等学校ギター部
課題曲：クリスマスの贈り物
自由曲：狂詩曲スペイン／E.シャブリエ
相模原市立大野南中学校ギター同好会
課題曲：クリスマスの贈り物
自由曲：弦楽のための三楽章トリプティ－クよりⅠ／芥川也寸志
ぽんず
課題曲：アイネ・クライネ・ナハトムジークよりメヌエット
自由曲：ターフェルムジーク第2集第2番／G.P.テレマン
神奈川県立上溝南高等学校ギター部
課題曲：アイネ・クライネ・ナハトムジークよりメヌエット
自由曲：アブデラザール組曲より第1,9楽章／H.パーセル
埼玉県立久喜高校ギター部
課題曲：クリスマスの贈り物
自由曲：アダージョとフーガ K.546／W.A.モーツァルト
大和市立引地台中学校ギター部
課題曲：アイネ・クライネ・ナハトムジークよりメヌエット
自由曲：合奏協奏曲op.6-1より第4,5楽章／G.F.ヘンデル
横浜市立西谷中学校ギター部
課題曲：アイネ・クライネ・ナハトムジークよりメヌエット
自由曲：アラ・ルスティカ／A.ヴィヴァルディ
淑徳巣鴨中学、高等学校ギター部
課題曲：ライヒテ・トリオよりメヌエット
自由曲：序曲op.15／F．グラニアーニ
北豊島中学校、高等学校音楽部ギター班
課題曲：ライヒテ・トリオよりメヌエット
自由曲：エスパニヤ・カーニ／P.マルキーナ

### 2009年
神奈川県立多摩高等学校ギターアンサンブル部
　課題曲：SurgeⅡ／竹内淳
　自由曲：オペラ「サムソンとデリラ」よりバッカナール／サン＝サーンス

### 2010年
神奈川県立相模原中等教育学校クラシックギター部
　課題曲：合奏協奏曲作品６の10よりガヴォット／G.F.ヘンデル
　自由曲：アルキーナ組曲よりメヌエット／G.F.ヘンデル
神奈川県立多摩高等学校ギターアンサンブル部
　課題曲：春風に吹かれて／有馬礼子
　自由曲：パガニーニの主題による狂詩曲作品43／S.ラフマニノフ
三重県立松阪商業高等学校ギター部
　課題曲：春風に吹かれて／有馬礼子
　自由曲：げんこつ山の一夜／藤井敬吾
山梨県立北杜高等学校ギター部
　課題曲：春風に吹かれて／有馬礼子
　自由曲：ギターオーケストラのための海のファンタジー／藤掛廣幸
埼玉県立川越高等学校古典ギター部
　課題曲：春風に吹かれて／有馬礼子
　自由曲：セントポール組曲より第1,4楽章／G.ホルスト

### 2011年
神奈川県立相模原中等教育学校クラシックギター部
　課題曲：SurgeⅢ　第1楽章／竹内淳
　自由曲：セントポール組曲より第1,4楽章／G.ホルスト
神奈川県立多摩高等学校ギターアンサンブル部
　課題曲：SurgeⅢ　第1楽章／竹内淳
　自由曲：合奏協奏曲第1番より第1,4楽章／E.ブロッホ

### 2012年
1. 宮城県仙台市立広陵中学校ギター部
課題曲：イタリアーナ／O.レスピーギ
自由曲：日本のやさしい四季／文部省唱歌
2. 北豊島中学・高等学校音楽部ギター班
課題曲：ドン・ジョバンニのセレナード／W.A.モーツァルト
自由曲：エスパニヤ・カーニ／P.マルキーナ
3. L'avenir
課題曲：Rainy Blue／有馬礼子
自由曲：ブルックグリーン組曲／G.ホルスト
4. 神奈川県立相模大野高校クラシックギター部
課題曲：Rainy Blue／有馬礼子
自由曲：STRING QUARTET／W.ウォルトン
5. Westwood Secondary School　※シンガポールより来日
課題曲：Rainy Blue／有馬礼子
自由曲：Kiko／E.Klugh

1. 堺市立金岡南中学校ギター部
課題曲：ドン・ジョバンニのセレナード／W.A.モーツァルト
自由曲：ペルシアの市場にて／A.ケテルビー
2. 神奈川県立上溝南高等学校ギターアンサンブル部
課題曲：Rainy Blue／有馬礼子
自由曲：日本の四季「春」から3.春が来た、「秋」から1.村祭り／文部省唱歌
3. 桃山学院中学高等学校クラシックギタークラブ
課題曲：イタリアーナ／O.レスピーギ
自由曲：シンフォニアⅢより第1楽章／F.メンデルスゾーン
4. 横浜市立西谷中学校ギター部
課題曲：合奏協奏曲6-10よりガヴォット／G.F.ヘンデル
自由曲：アンネンポルカ，トリッチトラッチポルカ／J.シュトラウス
5. 伊勢崎市立第三中学校ギター・マンドリン部
課題曲：イタリアーナ／O.レスピーギ
自由曲：スラブ舞曲第1番作品46-1，第10番ホ短調作品72-2／A.ドヴォルザーク
6. 三重県立松阪商業高等学校ギター部
課題曲：Rainy Blue／有馬礼子
自由曲：「タンゴの歴史」よりナイトクラブ1960／A.ピアソラ
7. 神奈川県立相模原中等教育学校クラシックギター部
課題曲：Rainy Blue／有馬礼子
自由曲：合奏協奏曲第2番より第2,3楽章／E.ブロッホ
8. 埼玉県立大宮高等学校ギター部
課題曲：合奏協奏曲6-10よりガヴォット／G.F.ヘンデル
自由曲：喜歌劇「こうもり」序曲／J.シュトラウス
9. 淑徳巣鴨中学高等学校ギター部
課題曲：Rainy Blue／有馬礼子
自由曲：ガリバー旅行記より第2,3,4楽章／B.アッペルモント
10. 相模原市立大野南中学校ギター同好会
課題曲：Rainy Blue／有馬礼子
自由曲：「実のなる樹」より緑立つ／竹内淳
11. 山梨県立北杜高等学校ギター部
課題曲：Rainy Blue／有馬礼子
自由曲：ギターオーケストラのためのじょんがら抄／藤掛廣幸
12. 埼玉県立川越高等学校古典ギター部
課題曲：Rainy Blue／有馬礼子
自由曲：シンフォニア・タプカーラ第3楽章／伊福部昭
13. 大和市立引地台中学校クラシックギター部
課題曲：Rainy Blue／有馬礼子
自由曲：Simple Symphony より第1，4楽章／B.ブリテン
14. 神奈川県立多摩高等学校ギターアンサンブル部
課題曲：Rainy Blue／有馬礼子
自由曲：歌劇「サムスントデリラ」よりバッカナール／C.サン＝サーンス

### 2013年
1. 宮城県仙台市立広陵中学校ギター部
課題曲：ドン・ジョバンニのセレナード／W.A.モーツァルト
自由曲：ギター三重奏のための“シャボン玉”変奏曲／藤井敬吾
2. 北豊島中学・高等学校音楽部ギター班
課題曲：ドンジョバンニのセレナード／W.A.モーツァルト
自由曲：日本のやさしい四季／文部省唱歌
3. L’avenir
課題曲：SurgeⅤ ”風の膨らみ”／竹内淳
自由曲：「ギター五重奏曲op.448-4」よりファンタンゴ／L.ポッケリーニ
4. GUITASAN
課題曲：合奏協奏曲作品6の10よりガヴォット／G.F.ヘンデル
自由曲：カプリオール組曲より第1,5,6楽章／P.ウォーロック
5. 神奈川県立上溝南高等学校ギターアンサンブル部
課題曲：SurgeⅤ ”風の膨らみ”／竹内淳
自由曲：アダージョとフーガ KV.546／W.A.モーツァルト
6. 桃山学院中学校高等学校クラシックギタークラブ
課題曲：合奏協奏曲作品6-10よりガヴォット／G.F.ヘンデル
自由曲：アディオス・ノニーノ／A.ピアソラ
7. 横浜市立西谷中学校ギター部
課題曲：SurgeⅤ ”風の膨らみ”／竹内淳
自由曲：PALLADIO／K.ジェンキンス
8. 伊勢崎市立第三中学校ギターマンドリン部
課題曲：イタリアーナ／O.レスピーギ
自由曲：交響曲第５番「運命」より第2楽章／L.V.ベートーヴェン
9. 淑徳巣鴨中学高等学校ギター部
課題曲：SurgeⅤ ”風の膨らみ”／竹内淳
自由曲：「セントポール組曲」より第1楽章／G.ホルスト
10. 相模原市立大野南中学校ギター同好会
課題曲：松明の火／有馬礼子
自由曲：スラブ舞曲第8番／A.ドヴォルザーク
11. 三重県立松阪商業高等学校ギター部
課題曲：SurgeⅤ ”風の膨らみ”／竹内淳
自由曲：交響曲第40番より第1楽章／W.A.モーツァルト
12. 山梨県立北杜高等学校ギター部
課題曲：松明の火／有馬礼子
自由曲：ＡＲＳＮＯＶＡ組曲 第2楽章 Allegro／丸本大吾
13. 埼玉県立大宮高等学校ギター部
課題曲：SurgeⅤ ”風の膨らみ”／竹内淳
自由曲：Fuga ”Great” BWV542／J.S.バッハ
14. 埼玉県立川越高等学校古典ギター部
課題曲：松明の火／有馬礼子
自由曲：Dance Macabre／C.サン＝サーンス
15. 神奈川県立相模原中等教育学校クラシックギター部
課題曲：SurgeⅤ ”風の膨らみ”／竹内淳
自由曲：弦楽のためのディベルティメント第3楽章／B.バルトーク
16. 大和市立引地台中学校ギター部
課題曲：松明の火／有馬礼子
自由曲：シンフォニア第12番より第1楽章／F.メンデルスゾーン
17. 神奈川県立多摩高等学校ギターアンサンブル部
課題曲：SurgeⅤ”風の膨らみ”／竹内淳
自由曲：弦楽六重奏曲「フィレンツェの思い出」より第4楽章／P.I.チャイコフスキー

### 2014年
1. 宮城県仙台市立広陵中学校ギター部
課題曲：ガリヤルダ／作者不詳
自由曲：「タンゴ組曲」Adios Nonino ～ Libertango／A.ピアソラ
2. 北豊島中学・高等学校音楽部ギター班
課題曲：Surge Ⅲ 第3楽章／竹内淳　
自由曲：トルコ行進曲／L.V.ベートーヴェン
3. 堺市金岡南中学校ギター部
課題曲：イタリアーナ／O.レスピーギ
自由曲：ペルシアの市場／A.ケテルビー
4. 桃山学院中学校高等学校クラシックギタークラブ
課題曲：こどもたちへのうた～「ほんとだね」／有馬礼子
自由曲：アダージョとフーガKV.546／W.A.モーツァルト
5. L'avenir
課題曲：Surge Ⅲ 第3楽章／竹内淳
自由曲：「セントポール組曲」より第1楽章／G.ホルスト
6. 神奈川県立上溝南高等学校ギターアンサンブル部
課題曲：こどもたちへのうた～「ほんとだね」／有馬礼子
自由曲：合奏協奏曲第2番より第3楽章／E.ブロッホ
7. 埼玉県立久喜高等学校ギター部
課題曲：Surge Ⅲ 第3楽章／竹内淳
自由曲：PALLADIO／K.ジェンキンス
8. 伊勢崎市立第三中学校ギター・マンドリン部
課題曲：イタリアーナ／O.レスピーギ
自由曲：NIEVES～romanza e bolero／H.ラヴィトラーノ
9. 横浜市立西谷中学校ギター部
課題曲：こどもたちへのうた～「ほんとだね」／有馬礼子
自由曲：Simple Symphonyより Ⅳ Frolicsome Finale／B.ブリテン
10. 淑徳巣鴨中学高等学校ギター部
課題曲：Surge Ⅲ 第3楽章／竹内淳
自由曲：スラブ舞曲第9番／A.ドヴォルザーク
11. 三重県立松阪商業高等学校ギター部
課題曲：Surge Ⅲ 第3楽章／竹内淳
自由曲：ブエノスアイレスの夏／A.ピアソラ
12. 埼玉県立大宮高等学校ギター部
課題曲：Surge Ⅲ 第3楽章／竹内淳
自由曲：マゼランの未知なる大陸への挑戦／樽屋雅徳
13. 埼玉県立川越高等学校古典ギター部
課題曲：こどもたちへのうた～「ほんとだね」／有馬礼子
自由曲：歌劇「サムソンとデリラ」よりバッカナール／C.サン=サーンス
14. 相模原市立大野南中学校ギター同好会
課題曲：こどもたちへのうた～「ほんとだね」／有馬礼子
自由曲：STRING QUARTETより第4楽章／W.ウォルトン
15. 大和市立引地台中学校ギター部
課題曲：Surge Ⅲ 第3楽章／竹内淳
自由曲：Fuga ”Great” BWV542／J.S.バッハ
16. 神奈川県立相模原中等教育学校クラシックギター部
課題曲：Surge Ⅲ 第3楽章／竹内淳
自由曲：序奏とアレグロよりアレグロ／E.エルガー
17. 神奈川県立多摩高等学校ギターアンサンブル部
課題曲：Surge Ⅲ 第3楽章／竹内淳
自由曲：パガニーニの主題による狂詩曲／S.ラフマニノフ
18. 山梨県立北杜高等学校ギター部
課題曲：Surge Ⅲ 第3楽章／竹内淳
自由曲：風之舞／福田洋介

### 2015年
1. 宮城県仙台市立広陵中学校ギター部
課題曲：イタリアーナ／O.レスピーギ
自由曲：Bolero／M.ラヴェル
2. 北豊島中学・高等学校音楽部ギター班
課題曲：合奏協奏曲 作品6-10よりガヴォット／G.F.ヘンデル
自由曲：6つのウィーンソナチネK.439bより第1番第4楽章／W.A.モーツァルト
3. 桃山学院中学校高等学校クラシックギタークラブ
課題曲：秋が来たのに／有馬礼子
自由曲：交響曲第38番「プラハ」第3楽章／W.A.モーツァルト
4. L'avenir
課題曲：SurgeⅥ／竹内淳
自由曲：「ガリバー旅行記」より第2楽章「巨人の国」、第4楽章「馬の国」／B.アッペルモント
5. 堺市立金岡南中学校ギター部
課題曲：イタリアーナ／O.レスピーギ
自由曲：トルコ行進曲／W.A.モーツァルト
6. 埼玉県立久喜高等学校ギター部
課題曲：秋が来たのに／有馬礼子
自由曲：オルガン協奏曲第2番イ短調BWV593より第1楽章／J.S.バッハ
7. 伊勢崎市立第三中学校ギター・マンドリン部
課題曲：イタリアーナ／O.レスピーギ
自由曲：小交響曲「マンドリンの群」／C.A.ブラッコ
8. 淑徳巣鴨中学高等学校ギター部
課題曲：SurgeⅥ／竹内淳
自由曲：PALLADIO／K.ジェンキンス
9. 埼玉県立川越高等学校古典ギター部
課題曲：秋が来たのに／有馬礼子
自由曲：弦楽のためのディヴェルティメントより第3楽章／B.バルトーク
10. 神奈川県立上溝南高等学校ギターアンサンブル部
課題曲：秋が来たのに／有馬礼子
自由曲：ホルベルク組曲より第1楽章プレリュード、第5楽章リゴードン／E.グリーグ
11. 横浜市立西谷中学校ギター部
課題曲：秋が来たのに／有馬礼子
自由曲：弦楽の為の協奏曲ト短調　RV.156より第2、3楽章／A.ヴィヴァルディ
12. 埼玉県立大宮高等学校ギター部
課題曲：SurgeⅥ／竹内淳
自由曲：喜歌劇「ジプシー男爵」／J.シュトラウス2世
13. 三重県立松阪商業高等学校ギター部
課題曲：SurgeⅥ／竹内淳
自由曲：ギターアンサンブルの為の〜交響的断章〜／藤井敬吾
14. 相模原市立大野南中学校ギター同好会
課題曲：秋が来たのに／有馬礼子
自由曲：「セントポール組曲」より第1楽章ジーグ／G.ホルスト
15. 神奈川県立多摩高等学校ギターアンサンブル部
課題曲：SurgeⅥ／竹内淳
自由曲：実のなる樹より第1楽章「緑陰」、第2楽章「緑立つ」／竹内淳
16. 大和市立引地台中学校クラシックギター部
課題曲：SurgeⅥ／竹内淳
自由曲：アダージョとフーガ K.V.546／W.A.モーツァルト
17. 神奈川県立相模原中等教育学校クラシックギター部
課題曲：SurgeⅥ／竹内淳
自由曲：交響詩「禿山の一夜」／M.ムソルグスキー
18. 山梨県立北杜高等学校ギター部
課題曲：SurgeⅥ／竹内淳
自由曲：さくら奇想曲／藤掛廣幸

### 2016年
1. Blue Moon
課題曲：ガリアルダ／作者不詳
自由曲：ロンドントリオHob.Ⅳ-1より第1楽章／J.ハイドン
2. 宮城県仙台市立広陵中学校ギター部
課題曲：ガリアルダ／作者不詳
自由曲：ハンガリー舞曲第5番／J.ブラームス
3. 捜真女学校中学部高等学部クラシックギター部
課題曲：イタリアーナ／O.レスピーギ
自由曲：オペラ座の怪人／A.ロイド＝ウェバー
4. 北豊島中学・高等学校音楽部ギター班
課題曲：合奏協奏曲 作品6-10よりガヴォット／G.F.ヘンデル
自由曲：愛の挨拶／E.エルガー
5. L'avenir
課題曲：Spring1"In the forest"／竹内淳
自由曲：「げんこつ山の一夜」より第2楽章「げんこつ山のたぬきさん」、第3楽章「かごめかごめ」／藤井敬吾
6. 埼玉県立川越高等学校古典ギター部
課題曲：風のようになりたい／有馬礼子
自由曲：歌劇「仮面」序曲／P.マスカーニ
7. 神奈川県立上溝南高等学校ギターアンサンブル部
課題曲：Spring1"In the forest"／竹内淳
自由曲：歌劇「はかなき人生」よりスペイン舞曲第1番／M.ファリャ
8. 伊勢崎市立第三中学校ギター・マンドリン部
課題曲：イタリアーナ／O.レスピーギ
自由曲：レナータ序曲／H.ラヴィトラーノ
9. 横浜市立西谷中学校ギター部
課題曲：Spring1"In the forest"／竹内淳
自由曲：弦楽の弦楽の為の交響曲第2番ニ長調第1楽章／F.メンデルスゾーン
10. 埼玉県立大宮高等学校ギター部
課題曲：Spring1"In the forest"／竹内淳
自由曲：カプリオール組曲より第1、4、5、6楽章／P.ウォーロック
11. 山梨県立北杜高等学校ギター部
課題曲：Spring1"In the forest"／竹内淳
自由曲：Overture to Candide／L.バーンスタイン
12. 埼玉県立久喜高等学校ギター部
課題曲：風のようになりたい／有馬礼子
自由曲：弦楽のための三楽章トリプティークより第1楽章／芥川也寸志
13. 堺市立金岡南中学校ギター部
課題曲：イタリアーナ／O.レスピーギ
自由曲：小フーガト短調／J.S.バッハ
14. 桃山学院中学校高等学校クラシックギタークラブ
課題曲：Spring1"In the forest"／竹内淳
自由曲：交響曲第1番より第4楽章／L.ベートーヴェン
15. 淑徳巣鴨中学高等学校ギター部
課題曲：Spring1"In the forest"／竹内淳
自由曲：ギター五重奏曲op.448-4より「ファンダンゴ」／L.ボッケリーニ
16. 大和市立引地台中学校クラシックギター部
課題曲：Spring1"In the forest"／竹内淳
自由曲：弦楽五重奏曲第1番へ長調op.88より第3楽章／J.ブラームス
17. 神奈川県立多摩高等学校ギターアンサンブル部
課題曲：Spring1"In the forest"／竹内淳
自由曲：ブラジル風バッハ第9番／H.ヴィラ＝ロボス
18. 三重県立松阪商業高等学校ギター部
課題曲：Spring1"In the forest"／竹内淳
自由曲：暁のファンファーレ／藤井敬吾
19. 相模原市立大野南中学校ギター部
課題曲：風のようになりたい／有馬礼子
自由曲：組曲「惑星」より木星／G.ホルスト
20. 神奈川県立相模原中等教育学校クラシックギター部
課題曲：Spring1"In the forest"／竹内淳
自由曲：シェヘラザードop.35／R.コルサコフ

### 2017年
1. 北豊島中学・高等学校音楽部ギター班
課題曲：合奏協奏曲 作品6-10よりガヴォット／G.F.ヘンデル
自由曲：ハンガリー舞曲第5番／J.ブラームス
2. 宮城県仙台市立広陵中学校ギター部
課題曲：イタリアーナ／O.レスピーギ
自由曲：アメリカ／L.バーンスタイン
3. L'avenir
課題曲：わが輩は犬 I AM A DOG.／有馬礼子
自由曲：風之舞／福田洋介
4. 埼玉県立川越高等学校古典ギター部
課題曲：わが輩は犬 I AM A DOG.／有馬礼子
自由曲：「セビリアの理髪師」序曲／G.ロッシーニ
5. 横浜市立西谷中学校ギター部
課題曲：わが輩は犬 I AM A DOG.／有馬礼子
自由曲：カプリオール組曲より1、5、6楽章／P.ウォーロック
6. 埼玉県立久喜高等学校ギター部
課題曲：Spring2"At The Fountain"／竹内淳
自由曲：セントポール組曲より第1楽章／G.ホルスト
7. 山梨県立北杜高等学校ギター部
課題曲：わが輩は犬 I AM A DOG.／有馬礼子
自由曲：River Dance／B.ウィーラン
8. 伊勢崎市立第三中学校ギター・マンドリン部
課題曲：イタリアーナ／O.レスピーギ
自由曲：舞踊風組曲第2番／久保田孝
9. 淑徳巣鴨中学高等学校ギター部
課題曲：Spring2"At The Fountain"／竹内淳
自由曲：マゼランの未知なる大陸への挑戦／樽屋雅徳
10. 桃山学院中学校高等学校クラシックギタークラブ
課題曲：Spring2"At The Fountain"／竹内淳
自由曲：交響曲第40番より第1楽章／W.A.モーツァルト
11. 神奈川県立上溝南高等学校ギターアンサンブル部
課題曲：わが輩は犬 I AM A DOG.／有馬礼子
自由曲：合奏協奏曲第1番より第4楽章フーガ／E.ブロッホ
12. 埼玉県立大宮高等学校ギター部
課題曲：Spring2"At The Fountain"／竹内淳
自由曲：スラブ舞曲第1番、第8番／A.ドヴォルザーク
13. 大和市立引地台中学校クラシックギター部
課題曲：Spring2"At The Fountain"／竹内淳
自由曲：弦楽セレナーデ第1番より第5楽章／A.ドヴォルザーク
14. 神奈川県立多摩高等学校ギターアンサンブル部
課題曲：Spring2"At The Fountain"／竹内淳
自由曲：幻想曲とフーガBWV542より／J.S.バッハ
15. 相模原市立大野南中学校ギター部
課題曲：わが輩は犬 I AM A DOG.／有馬礼子
自由曲：歌劇「サムソンとデリラ」よりバッカナール／C.サン＝サーンス
16. 神奈川県立相模原中等教育学校クラシックギター部
課題曲：Spring2"At The Fountain"／竹内淳
自由曲：交響曲第5番より第4楽章／D.ショスタコーヴィチ

### 2018年
1. Blue Moon
課題曲：星月夜1"The starry night 1"／竹内淳
自由曲：PALADIO Ⅰ／K.ジェンキンス
2. 北豊島中学・高等学校音楽部ギター班
課題曲：合奏協奏曲 作品6-10よりガヴォット／G.F.ヘンデル
自由曲：ラデッキー行進曲／J.シュトラウスⅠ世
3. 宮城県仙台市立広陵中学校ギター部
課題曲：ガリアルダ／作者不詳
自由曲：Carmenより　3.Habanera、4.Entracte／G.ビゼー(B.グレーガー編)
4. 埼玉県立久喜高等学校ギター部
課題曲：星月夜1"The starry night 1"／竹内淳
自由曲：シンプルシンフォニーより第4楽章FROLICSOME FINALE／B.ブリテン
5. 横浜市立西谷中学校ギター部
課題曲：星月夜1"The starry night 1"／竹内淳
自由曲：リュートのための古風な舞曲とアリア第3組曲よりシチリアーナ、バッサカリア／O.レスピーギ
6. 桃山学院中学校高等学校クラシックギタークラブ
課題曲：星月夜1"The starry night 1"／竹内淳
自由曲：英雄ポロネーズ／F.ショパン
7. 埼玉県立大宮高等学校ギター部
課題曲：星月夜1"The starry night 1"／竹内淳
自由曲：ガリバー旅行記より　第1、3、4楽章／B.アッペルモント
8. 伊勢崎市立第三中学校ギター・マンドリン部
課題曲：イタリアーナ／O.レスピーギ
自由曲：狂詩曲「海」／鈴木静一
9. 埼玉県立川越高等学校古典ギター部
課題曲：星月夜1"The starry night 1"／竹内淳
自由曲：ARSNOVA組曲　第2楽章Allegroより／丸本大悟
10. 大和市立引地台中学校クラシックギター部
課題曲：星月夜1"The starry night 1"／竹内淳
自由曲：A DOUNLAND SUITE Ⅰ.PRELUDE／J.アイアランド
11. 淑徳巣鴨中学高等学校ギター部
課題曲：星月夜1"The starry night 1"／竹内淳
自由曲：風之舞／福田洋介
12. 神奈川県立上溝南高等学校ギターアンサンブル部
課題曲：星月夜1"The starry night 1"／竹内淳
自由曲：弦楽のための三楽章トリプティークより第1楽章／芥川也寸志
13. 神奈川県立多摩高等学校ギターアンサンブル部
課題曲：星月夜1"The starry night 1"／竹内淳
自由曲：「イーゴリ公組曲」より"韃靼人の踊り"序奏、娘たちの踊り、全員の踊り、男達の踊り／A.ボロディン
14. 山梨県立北杜高等学校ギター部
課題曲：星月夜1"The starry night 1"／竹内淳
自由曲：Phantasmagoria／中野佑香
15. 相模原市立大野南中学校ギター部
課題曲：うさぎのサンバ／有馬礼子
自由曲：マゼランの未知なる大陸への挑戦／樽屋雅徳
16. 神奈川県立相模原中等教育学校クラシックギター部
課題曲：星月夜1"The starry night 1"／竹内淳
自由曲：バレエ音楽「三角帽子」より／M.ファリャ

### 2019年
1. Blue Moon
課題曲：Spring4"Bouncing spring"／竹内淳
自由曲：SIMPLE SYMPHONY Ⅳ FROLICSOME FINALE／B.ブリテン
2. 宮城県仙台市立広陵中学校ギター部
課題曲：ニャンコのダンス／有馬礼子
自由曲：セントポール組曲より第1、4楽章／G.ホルスト
3. 北豊島中学・高等学校音楽部ギター班
課題曲：合奏協奏曲 作品6-10よりガヴォット／G.F.ヘンデル
自由曲：トルコ行進曲／L.V.ベートーヴェン
4. 埼玉県立久喜高等学校ギター部
課題曲：Spring4"Bouncing spring"／竹内淳
自由曲：弦楽交響曲第2番ニ長調第1楽章／F.メンデルスゾーン
5. 横浜市立西谷中学校ギター部
課題曲：Spring4"Bouncing spring"／竹内淳
自由曲：木管五重奏曲ディベルティメント第1、4楽章／J.ハイドン
6. 芝学園ギター部
課題曲：ニャンコのダンス／有馬礼子
自由曲：バイオリン協奏曲ホ長調BWV1042より第1楽章／J.S.バッハ
7. 埼玉県立大宮高等学校ギター部
課題曲：Spring4"Bouncing spring"／竹内淳
自由曲：Fuga"Great"BWV542／J.S.バッハ
8. 桃山学院中学校高等学校クラシックギタークラブ
課題曲：ニャンコのダンス／有馬礼子
自由曲：弦楽のためのディヴェルティメント第3楽章／B.バルトーク
9. 埼玉県立川越高等学校古典ギター部
課題曲：ニャンコのダンス／有馬礼子
自由曲：スペイン組曲第3楽章ペロータ／C.マンドニコ
10. 神奈川県立上溝南高等学校ギターアンサンブル部
課題曲：ニャンコのダンス／有馬礼子
自由曲：カプリオール組曲より組曲より1、3、5、6楽章／P.ウォーロック
11. 大和市立引地台中学校クラシックギター部
課題曲：Spring4"Bouncing spring"／竹内淳
自由曲：弦楽六重奏曲Op.70"フィレンツェの想い出"第4楽章／P.チャイコフスキー
12. 山梨県立北杜高等学校ギター部
課題曲：Spring4"Bouncing spring"／竹内淳
自由曲：落夏流穂／柳川和樹
13. 相模原市立大野南中学校ギター部
課題曲：ニャンコのダンス／有馬礼子
自由曲：「ぐるりよざ」より第3楽章「祭り」／伊藤康英
14. 淑徳巣鴨中学高等学校ギター部
課題曲：ニャンコのダンス／有馬礼子
自由曲：悪魔の踊り／J.ヘルメスベルガー二世
15. 神奈川県立多摩高等学校ギターアンサンブル部
課題曲：Spring4"Bouncing spring"／竹内淳
自由曲：序奏とアレグロ作品47より／E.エルガー
16. 神奈川県立相模原中等教育学校クラシックギター部
課題曲：Spring4"Bouncing spring"／竹内淳
自由曲：パガニーニの主題による狂詩曲／S.ラフマニノフ

### 2021年

#### 【B部門（課題曲なし）】
1. 北豊島中学・高等学校音楽部ギター班
「カルメン」第一組曲より前奏曲トレアドール/G.ビゼー
2. Blue Moon
弦楽の為の交響曲第12番より第1楽章/F.メンデルスゾーン
3. 柏木学園高等学校軽音楽部
情熱大陸/葉加瀬太郎
4. 埼玉県立久喜高等学校ギター部
A DOWNLAND SUITEより第一楽章 PRELUDE/J.アイアランド
5. 八千代松陰高等学校ギター部
ギター三重奏または合奏のための光の町～In my hometown～/佐藤弘和
6. 埼玉県立大宮高校ギター部
弦楽の為のTriptyqueより第一楽章/芥川也寸志
7. 横浜市立西谷中学校ギター部
カプリオール組曲より第1，5，6楽章/P.ワーロック

#### 【A部門（課題曲あり）】
1. 芝学園ギター部
課題曲：海の日山の日/有馬礼子
自由曲：ブランデンブルク協奏曲第3番BWV1048より第一楽章/J.S.バッハ
2. 神奈川県立上溝南高等学校ギターアンサンブル部
課題曲：海の日山の日/有馬礼子
自由曲：「アルルの女」第2組曲より Ⅲ.メヌエット Ⅳ.ファランドール/G.ビゼー
3. 桃山学院中学高等学校クラシックギタークラブ
課題曲：動物たちのプレリュード 1.アシカ/竹内淳
自由曲：交響曲第5番第1楽章/F.シューベルト
4. 山梨県立北杜高等学校ギター部
課題曲:動物たちのプレリュード 1.アシカ/竹内淳
自由曲：交響曲第5番ホ短調作品64 第4楽章Finale/P.チャイコフスキー
5. 埼玉県立川越高等学校古典ギター部
課題曲：動物たちのプレリュード 2.イタチ/竹内淳
自由曲：オルガン協奏曲第2番BWV593第1楽章/J.S.バッハ
6. 大和市立引地台中学校クラシックギター部
課題曲：動物たちのプレリュード 2.イタチ/竹内淳
自由曲：プレリュードとフーガBWV542よりフーガ/J.S.バッハ
7. 淑徳巣鴨中学高等学校ギター部
課題曲：海の日山の日/有馬礼子
自由曲：セントポール組曲 第1楽章・第4楽章/G.ホルスト
8. 相模原市立大野南中学校ギター部
課題曲：海の日山の日/有馬礼子
自由曲：風之舞/福田洋介
9. 神奈川県立多摩高等学校ギターアンサンブル部
課題曲：動物たちのプレリュード 2.イタチ/竹内淳
自由曲：歌劇「イーゴリ公」より韃靼人の踊り/A.ボロディン
10. 神奈川県立相模原中等教育学校クラシックギター部
課題曲：動物たちのプレリュード 2.イタチ/竹内淳
自由曲：交響曲第5番ホ短調作品64より第4楽章Finale/P.チャイコフスキー

### 2022年

#### 【B部門（課題曲なし）】
1. 大阪府立岸和田高等学校ギター部
自由曲：夏の思い出／中田喜直
2. 北豊島中学・高等学校音楽部ギター班
自由曲：ウィーンソナチネ第1番　第1楽章／W.A.モーツァルト
3. 札幌光星高等学校クラシックギター部(※web審査)
自由曲：ギター三重奏または合奏のための光の街／佐藤弘和
4. 柏木学園高等学校 軽音楽部
自由曲：メタルヴィヴァルディ／A.ヴィヴァルディ
5. 八千代松陰高等学校ギター部
自由曲： ギター四重奏のための風のサンバ／松岡滋
6. 埼玉県立坂戸高等学校ギター部
自由曲：Asian dream song ／久石譲

#### 【A部門（課題曲あり）】
1. 埼玉県立久喜高等学校ギター部
課題曲：雪の降る日／有馬礼子
自由曲：木管五重奏曲ディヴェルティメント第1楽章・第4楽章／J.ハイドン
2. 桃山学院中学校高等学校クラシックギタークラブ
課題曲： 動物たちのプレリュード　3.ウマ／竹内淳
自由曲：弦楽セレナーデ作品22より第5楽章／A.ドヴォルザーク
3. 神奈川県立上溝南高等学校ギターアンサンブル部
課題曲：動物たちのプレリュード　3.ウマ／竹内淳
自由曲：セントポール組曲　第1楽章・第4楽章／G.ホルスト
4. Blue Moon
課題曲：動物たちのプレリュード　3.ウマ／竹内淳
自由曲：Switch in Time／S.ネスティコ
5. 埼玉県立大宮高等学校ギター部
課題曲：雪の降る日／有馬礼子
自由曲：ラデツキー行進曲／J.シュトラウス1世
6. 芝学園ギター部
課題曲：雪の降る日／有馬礼子
自由曲：ヴァイオリン協奏曲第1番イ短調BWV1041より第3楽章／J.S.バッハ
7. 山梨県立北杜高等学校ギター部
課題曲：雪の降る日／有馬礼子
自由曲：森の贈り物／酒井格
8. 横浜市立西谷中学校ギター部
課題曲：雪の降る日／有馬礼子
自由曲：ガリバー旅行記1.小人の国、 3.浮島、 4.馬の国／Ｂ.アッペルモント
9. 埼玉県立川越高等学校古典ギター部
課題曲：動物たちのプレリュード　3.ウマ／竹内淳
自由曲：風之舞／福田洋介
10. 相模原市立大野南中学校ギター部
課題曲： 動物たちのプレリュード　3.ウマ／竹内淳
自由曲：マゼランの未知なる大陸への挑戦／樽屋雅徳
11. 大和市立引地台中学校クラシックギター部
課題曲：動物たちのプレリュード　3.ウマ／竹内淳
自由曲：じょんがら抄／藤掛廣幸
12. 淑徳巣鴨中学高等学校ギター部
課題曲：雪の降る日／有馬礼子
自由曲：マゼランの未知なる大陸への挑戦／樽屋雅徳
13. 神奈川県立相模原中等教育学校クラシックギター部
課題曲：動物たちのプレリュード　3.ウマ／竹内淳
自由曲：交響曲第9番「新世界から」第4楽章／A.Dvorak
14. 神奈川県立多摩高等学校ギターアンサンブル部
課題曲：動物たちのプレリュード　3.ウマ／竹内淳
自由曲：歌劇「サムソンとデリラ」よりバッカナール／C.サン＝サーンス

### 2023年

#### 【B部門（課題曲なし）】
1. 桐朋女子中学・高等学校ギター部
自由曲：Summer／久石譲
2. 北豊島中学・高等学校音楽部ギター班
自由曲：カプリオール組曲より第5、6楽章／P.ウォーロック
3. 柏木学園高等学校 軽音楽部
自由曲：Rock of Beethoven／畑中雄大
4. 八千代松陰高等学校ギター部
自由曲： Canaryより第2楽章 竜血樹の島／佐藤弘和

#### 【Web部門（課題曲なし）】
1. 札幌光星高等学校クラシックギター部
自由曲：ギター三重奏または合奏のための光の街／佐藤弘和

#### 【A部門（課題曲あり）】
1. Nanyang Technological University Guitar Ensemble（南洋理工大学ギターアンサンブル）
課題曲：Let’s Swing／有馬礼子
自由曲：絃楽のための三楽章トリプティークより第3楽章／芥川也寸志
2. 神奈川県立上溝南高等学校ギターアンサンブル部
課題曲：動物たちのプレリュード　4.エリマキトカゲ／竹内淳
自由曲：ガリバー旅行記1.小人の国、 3.浮島、 4.馬の国／Ｂ.アッペルモント
3. 埼玉県立久喜高等学校ギター部
課題曲：動物たちのプレリュード　4.エリマキトカゲ／竹内淳
自由曲：弦楽のための協奏曲RV113／A.ヴィヴァルディ
4. 桃山学院中学校高等学校クラシックギタークラブ
課題曲： Let’s Swing／有馬礼子
自由曲：リュートのための古風な舞曲とアリアより3.シチリアーナ、 4.パッサカリア/O.レスピーギ
5. Blue Moon
課題曲：動物たちのプレリュード　4.エリマキトカゲ／竹内淳
自由曲：水の和Ⅱ“Blue”より第3楽章／竹内淳
6. 芝学園ギター部
課題曲：Let’s Swing／有馬礼子
自由曲：ヴァイオリン協奏曲第2番ホ長調BWV1042より第1楽章／J.S.バッハ
7. 山梨県立北杜高等学校ギター部
課題曲：動物たちのプレリュード　4.エリマキトカゲ／竹内淳
自由曲：Huapango(ウアパンゴ)／J.P.Moncayo
8. 埼玉県立大宮高等学校ギター部
課題曲：動物たちのプレリュード　4.エリマキトカゲ／竹内淳
自由曲：「アルルの女」第2組曲より4.ファランドール／G.ビゼー
9. 埼玉県立川越高等学校古典ギター部
課題曲：動物たちのプレリュード　4.エリマキトカゲ／竹内淳
自由曲：悪魔の踊り／J.ヘルメスベルガー二世
10. 横浜市立西谷中学校ギター部
課題曲： Let’s Swing／有馬礼子
自由曲：アブデラザール組曲より1.オーバーチュア、2.ロンド、6.アリア、8.ホーンパイプ、9.アリア／H.パーセル
11. 相模原市立大野南中学校ギター部
課題曲： Let’s Swing／有馬礼子
自由曲：風之舞／福田洋介
12. 大和市立引地台中学校クラシックギター部
課題曲：動物たちのプレリュード　4.エリマキトカゲ／竹内淳
自由曲：絃楽のための三楽章トリプティークより第1、3楽章／芥川也寸志
13. 神奈川県立多摩高等学校ギターアンサンブル部
課題曲：動物たちのプレリュード　4.エリマキトカゲ／竹内淳
自由曲：シンフォニア・タプカーラ／伊福部昭
14. 埼玉県立坂戸高等学校ギター部
課題曲：イタリアーナ／O.レスピーギ
自由曲：花宴／百瀬賢午
15. 淑徳巣鴨中学高等学校ギター部
課題曲：Let’s Swing／有馬礼子
自由曲：Fuga“Great” BWV542／J.S.バッハ
16. 神奈川県立相模原中等教育学校クラシックギター部
課題曲：動物たちのプレリュード　4.エリマキトカゲ／竹内淳
自由曲：交響曲第3番「英雄」第4楽章より／L.v.ベートーベン

### 2024年

#### 【Web部門（課題曲なし）】
1. 大阪府立岸和田高等学校ギター部
自由曲：Country Roads/J.Denver
2. 柏木学園高等学校軽音楽部
自由曲：情熱大陸/葉加瀬太郎
3. 札幌光星高等学校クラシックギター部
自由曲：ギター四重奏のための風のサンバ/松岡滋

#### 【B部門（課題曲なし）】
1. 茗溪学園ギター部
自由曲：Kanon D-dur／J.Pachelbel
2. 大阪府立寝屋川高等学校クラシックギター部
自由曲：「Canary」より第二楽章 竜血樹の島／佐藤弘和
3. 北豊島中学高等学校音楽部ギター班
自由曲：ガリバー旅行記第3楽章・第4楽章/B.アッペルモント
4. 八千代松陰高等学校ギター部
自由曲：ギター讃歌／中林淳眞

#### 【A部門（課題曲あり）】
1. 埼玉県立久喜高等学校ギター部
課題曲：動物たちのプレリュード 6.カンガルー・ボクサー/竹内淳
自由曲：GULLIVER'S TRAVELS Ⅰ、Ⅲ、Ⅳ／B.Appermont
2. 神奈川県立上溝南高等学校ギターアンサンブル部
課題曲：動物たちのプレリュード 6.カンガルー・ボクサー/竹内淳
自由曲：アイネ・クライネ・ナハトムジーク第1楽章/W.A.モーツァルト
3. Blue Moon
課題曲：動物たちのプレリュード 6.カンガルー・ボクサー/竹内淳
自由曲：Summer/久石譲
4. 桃山学院中学校高等学校クラシックギタークラブ
課題曲：動物たちのプレリュード 6.カンガルー・ボクサー/竹内淳
自由曲：ブランデンブルク協奏曲第3番より第3楽章/J.S.バッハ
5. 芝学園ギター部
課題曲：合奏協奏曲 作品6の10よりガヴォット／G.F.ヘンデル
自由曲：2つのヴァイオリンのための協奏曲BWV1043-3／J.S.バッハ
6. 埼玉県立大宮高等学校ギター部
課題曲：動物たちのプレリュード 6.カンガルー・ボクサー/竹内淳
自由曲：スペイン組曲作品47より「セヴィーリャ」/I.アルベニス
7. 山梨県立北杜高等学校ギター部
課題曲：動物たちのプレリュード 6.カンガルー・ボクサー/竹内淳
自由曲：交響曲第3番 作品89 第4楽章フィナーレ/J.バーンズ
8. 相模原市立大野南中学校ギター部
課題曲：動物たちのプレリュード 6.カンガルー・ボクサー/竹内淳
自由曲：悪魔の踊り/J.ヘルメスベルガー二世
9. 埼玉県立川越高等学校古典ギター部
課題曲：動物たちのプレリュード 6.カンガルー・ボクサー/竹内淳
自由曲：交響曲第9番作品95「新世界より」第4楽章/A.ドヴォルザーク
10. 大和市立引地台中学校クラシックギター部
課題曲：動物たちのプレリュード 6.カンガルー・ボクサー/竹内淳
自由曲：交響組曲「野人」Ⅰ集い、Ⅲ踊り/渡辺浦人
11. 埼玉県立坂戸高等学校ギター部
課題曲：動物たちのプレリュード 6.カンガルー・ボクサー/竹内淳
自由曲：マゼランの未知なる大陸への挑戦/樽屋雅徳
12. 横浜市立西谷中学校ギター部
課題曲：動物たちのプレリュード 6.カンガルー・ボクサー/竹内淳
自由曲：三つの日本の風景より第二、第三楽章/早川正昭
13. 神奈川県立多摩高等学校ギターアンサンブル部
課題曲：動物たちのプレリュード 6.カンガルー・ボクサー/竹内淳
自由曲：三角帽子/M.de.ファリャ
14. 淑徳巣鴨中学高等学校ギター部
課題曲：Division 9 for Guitar Orchestra/猿谷紀郎
自由曲：落夏流穂/柳川和樹
15. 神奈川県立相模原中等教育学校クラシックギター部
課題曲：動物たちのプレリュード 6.カンガルー・ボクサー/竹内淳
自由曲：オペラ「ファウスト」バレエ音楽/C.グノー

## 合同合奏
例年、全団体の演奏終了後に行われる。2015年まではコンクール参加者全員が参加していたが、2016年より主な参加対象者は各団体の最上級生となった。
| 年   | 曲名                   | 作曲者                 | 編曲者   | 指揮                                                                    |                                                                |
| ---- | ---------------------- | ---------------------- | -------- | ----------------------------------------------------------------------- | -------------------------------------------------------------- |
| 2010 | 踊り明かそう           | ロウ                   |          |                                                                         |                                                                |
| 2011 | ありがとう             | 水野良樹               |          |                                                                         |                                                                |
| 2012 | アポロ                 | ak.homma               |          |                                                                         |                                                                |
| 2013 | Shine                  | 西尾芳彦・家入レオ     |          |                                                                         |                                                                |
| 2014 | やさしさに包まれたなら | 松任谷由実             |          |                                                                         |                                                                |
| 2015 | 夏色                   | 北川悠仁               | 荒井聡美 | L'avenir団員                                                            |                                                                |
| 2016 | アゲハ蝶               | ak.homma               | 荒井聡美 | 小林徹                                                                  | ゲストにギタリストの沖仁を迎えて演奏する                       |
| 2017 | GUTS!                  | SAKRA                  |          |                                                                         |                                                                |
| 2018 | 青いベンチ             | 北清水雄太             | 大沼真樹 | 相模原市立大野南中学校ギター同好会部員 有坂光夫(山梨県立北斗高校指揮者) | 有坂光夫は本年をもって指揮者を引退された                       |
| 2019 | Don't stop me now      | フレディ・マーキュリー | 國宗愛   | 小林徹                                                                  | ゲストにギタリストの沖仁を迎えて演奏する                       |
| 2022 | 水平線                 | 清水依与吏             |          |                                                                         |                                                                |
| 2023 | 新時代                 | 中田ヤスタカ           | 大沼真樹 | 北豊島中学・高等学校音楽部ギター班員 芝学園ギター部員                   |                                                                |
| 2024 | ワタリドリ             | 川上洋平               | 荒井聡美 | 芝学園生徒                                                              | ※異例のアンコールが起き、2回目は大沼真樹による指揮で演奏された |